# Trachyderes succincta
Trachyderes succincta es una especie de escarabajo longicornio del género Trachyderes, tribu Trachyderini, subfamilia Cerambycinae. Fue descrita científicamente por Linné en 1758. Se ha mencionado como una especie de importancia fitosanitaria debido a sus hábitos barrenadores.

## Descripción
Mide 10-35 milímetros de longitud.

## Distribución
Se distribuye por Argentina, Bolivia, Brasil, Colombia, Costa Rica, Ecuador, Granada, Guadalupe, Guyana, Guayana Francesa, Honduras, Martinica, Nicaragua, Panamá, Paraguay, Perú, República Dominicana, San Vicente y las Granadinas, Surinam, Trinidad y Tobago y Venezuela.